# 埼玉県立武道館
埼玉県立武道館（さいたまけんりつぶどうかん）は、埼玉県上尾市にある武道館。

## 沿革
1968年（昭和43年）8月、浦和市（現・さいたま市浦和区）仲町に埼玉県立武道館（初代）を新設。2003年（平成15年）に彩の国まごころ国体の柔道会場として使用するために、同所から上尾市日の出のさいたま水上公園の駐車場の一部を転用して新築移転。設計は松田平田設計。なお、初代武道館の跡地には埼玉県危機管理防災センターが2011年に設置された。2008年からは公益財団法人埼玉県スポーツ協会・株式会社サイオー共同事業体が管理運営する。2008年にグッドデザイン賞受賞。
2024年（令和6年）9月から大規模改修工事を行い、2025年（令和7年）8月1日にリニューアルオープンすることとなった。

## 開催大会など
- 全日本ジュニア柔道体重別選手権大会 - 主会場
- 平成20年度全国高等学校総合体育大会 - 新体操会場
- 第59回国民体育大会 - 柔道会場
- 2020年全国学生相撲選手権大会
- 2017年全日本実業団相撲選手権大会
- 2005年全国中学生なぎなた大会
- 2004年全国中学校柔道大会

## 建物の特徴
建物外周はPC（プレストレスト・コンクリート）のフィーレンデール構造とすることにより敷地内外の透明性をもたせ、2階の回遊デッキからは室内の様子を伺うことも出来る。
屋根架構には埼玉県産のスギを多用し、伐採後には植林も実施している。原木の切り出し植林、製材等は県と設計者、施工者の協力により、環境配慮と地場産業の振興を成功させた。道場屋根に設けた高窓からは風を取り込み、天窓より熱気を排出して、光と風を制御することで照明、空調にかかるエネルギー費を抑え込んでいる。その他にも、雨水利用、太陽熱温水装置、太陽光発電、外気冷房などによりエコロジーに取り組んでいる。

施設の紹介
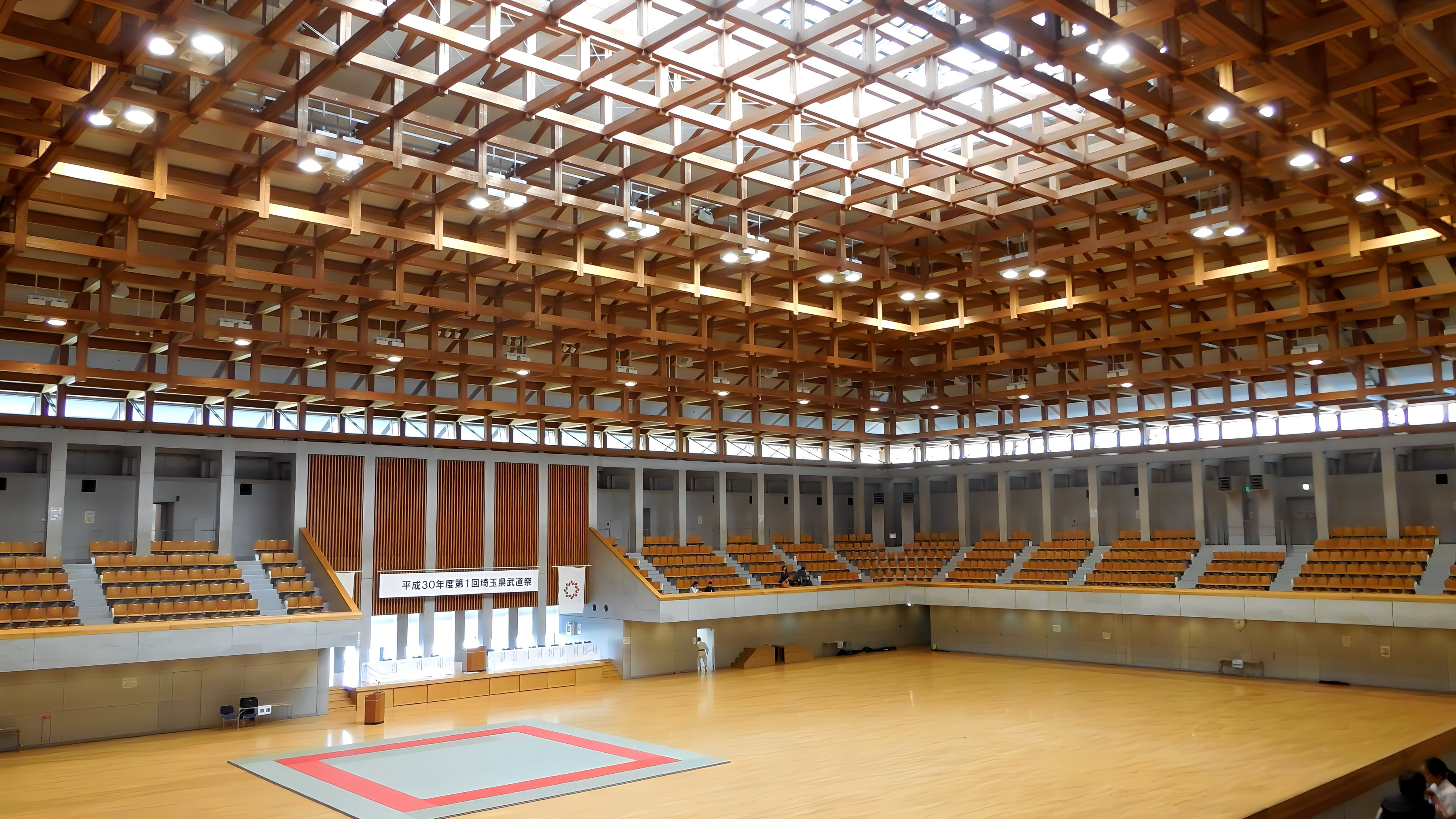
主道場(天井は木材による立体架構)
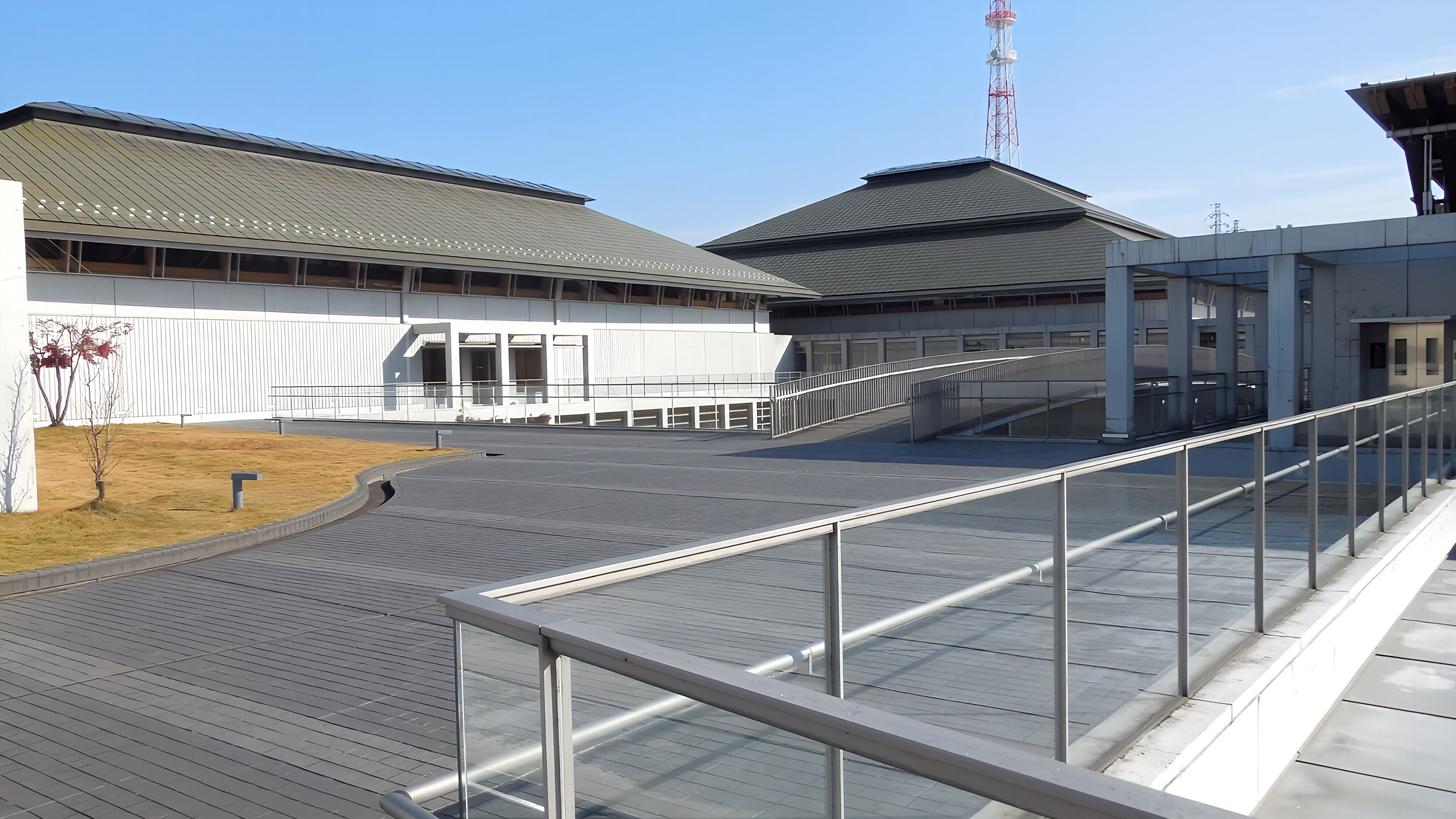
2階回遊デッキ
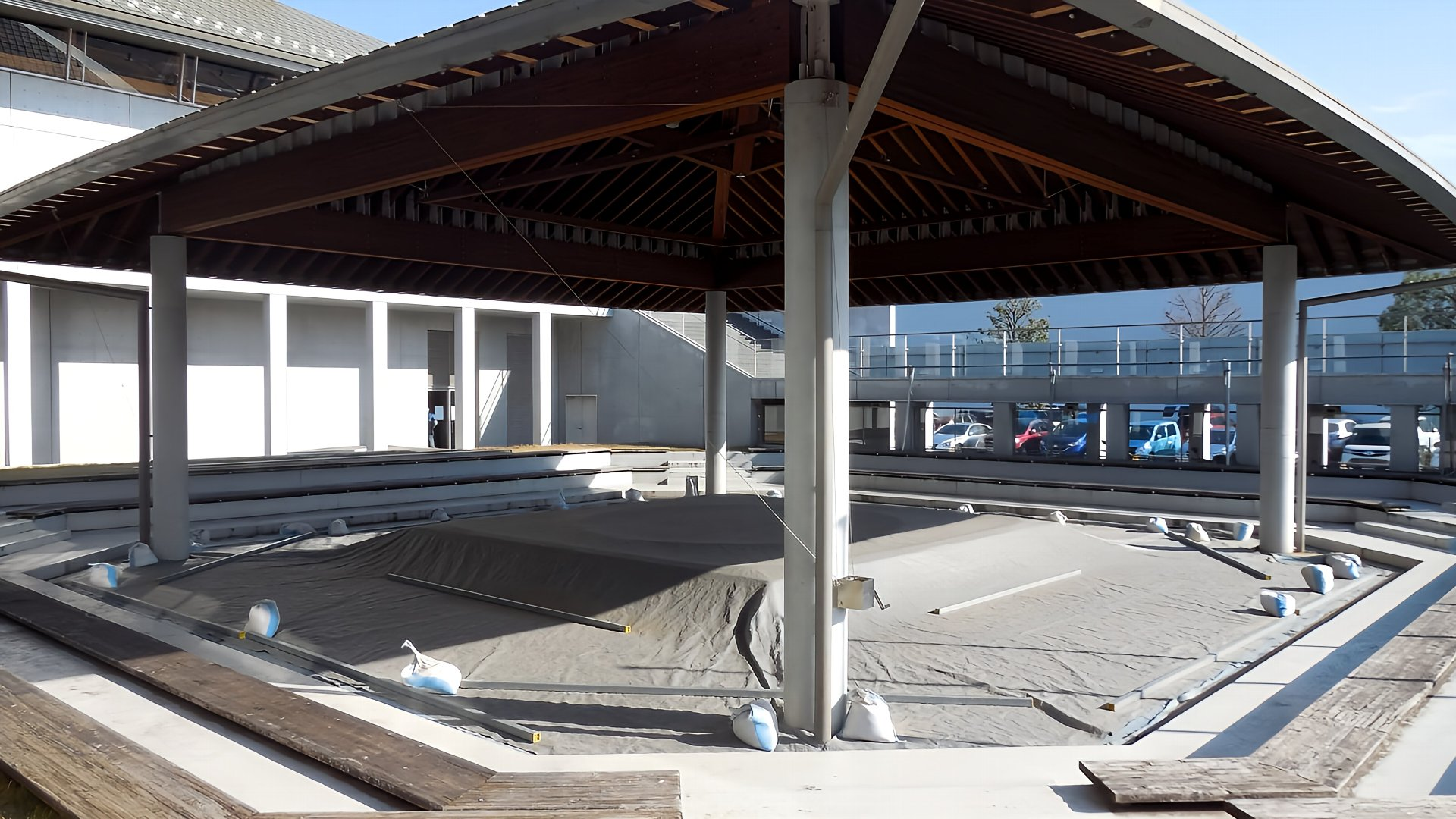
屋外相撲場
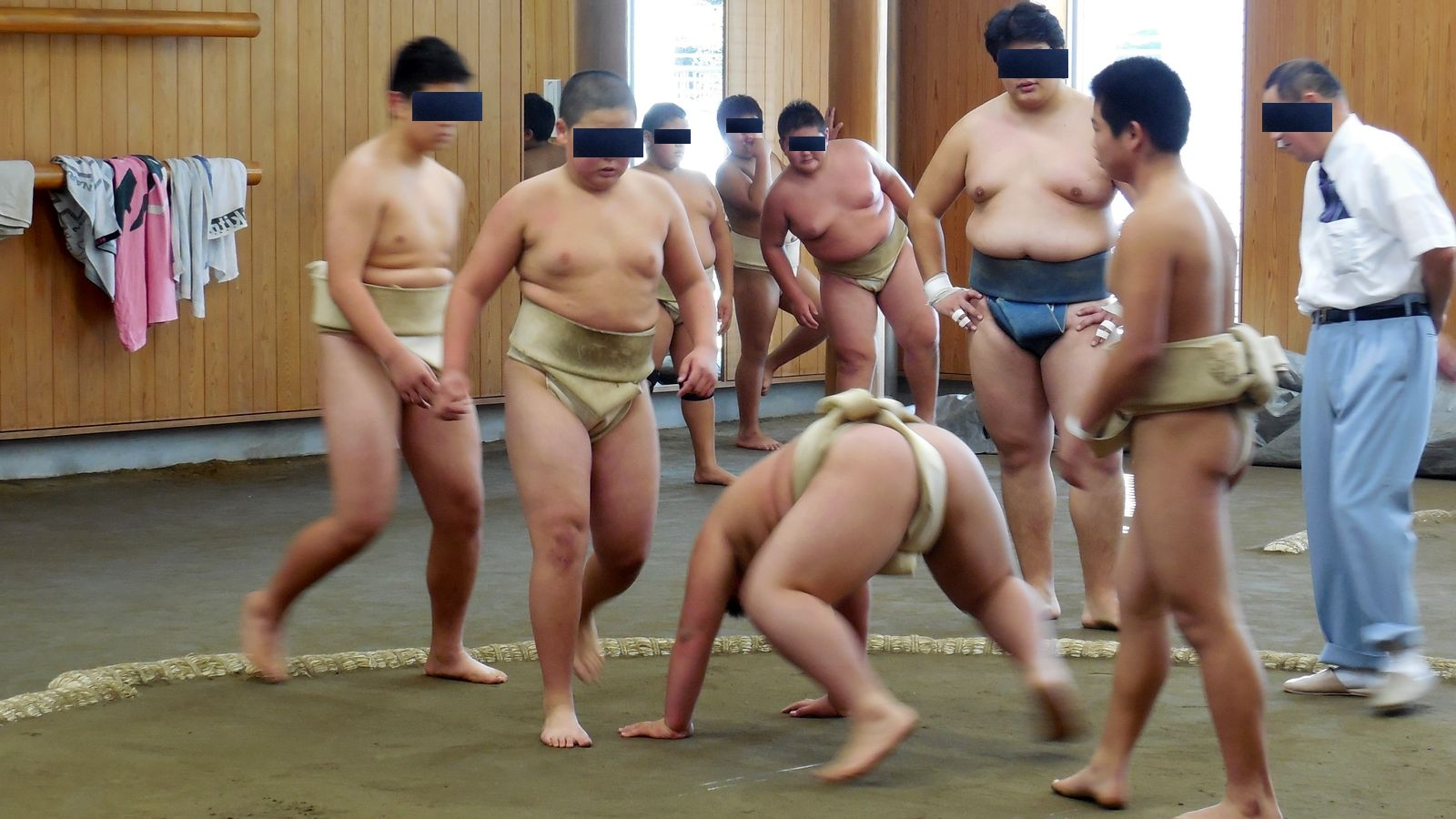
屋内相撲場
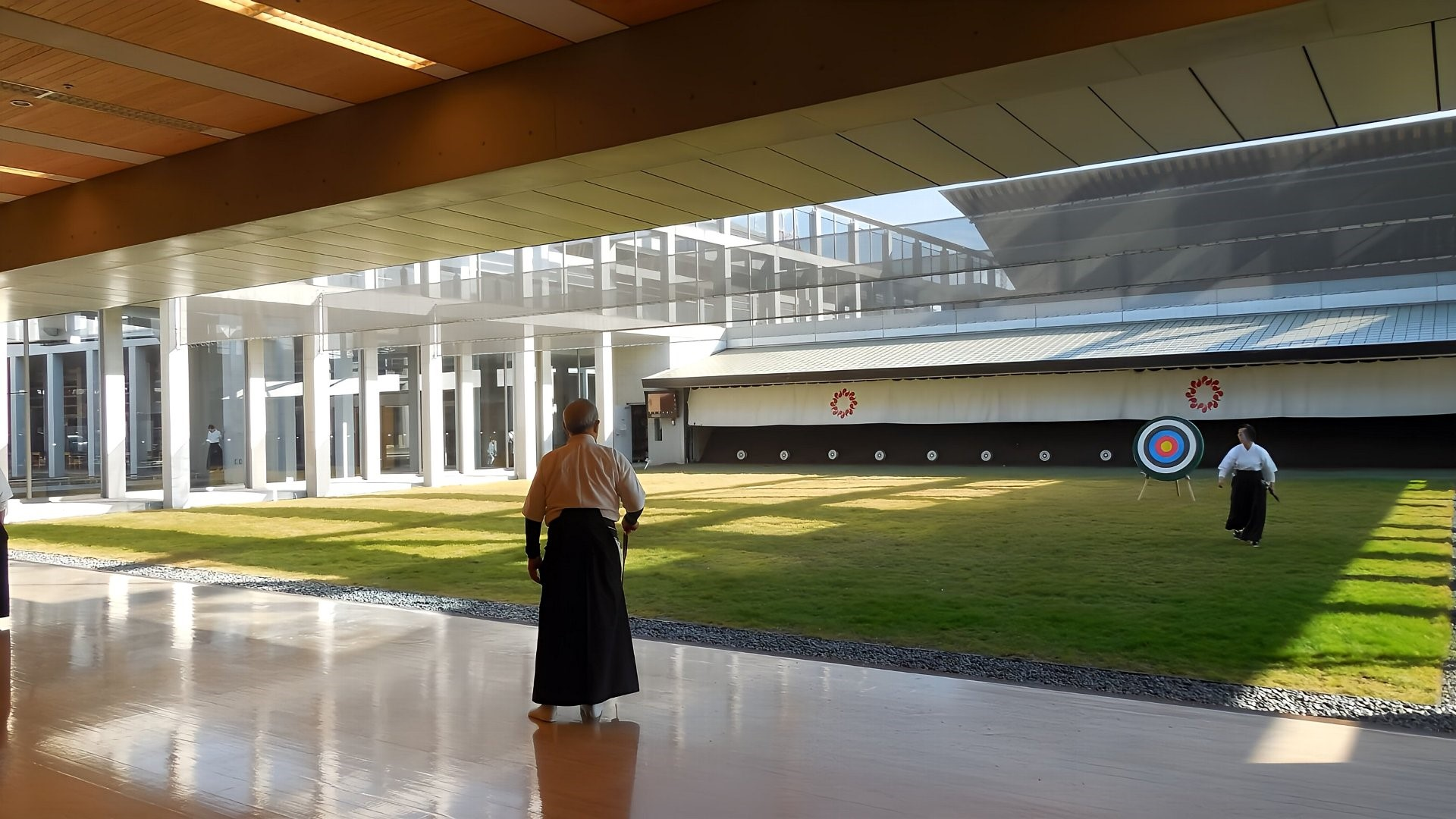
近的(きんてき)弓道場
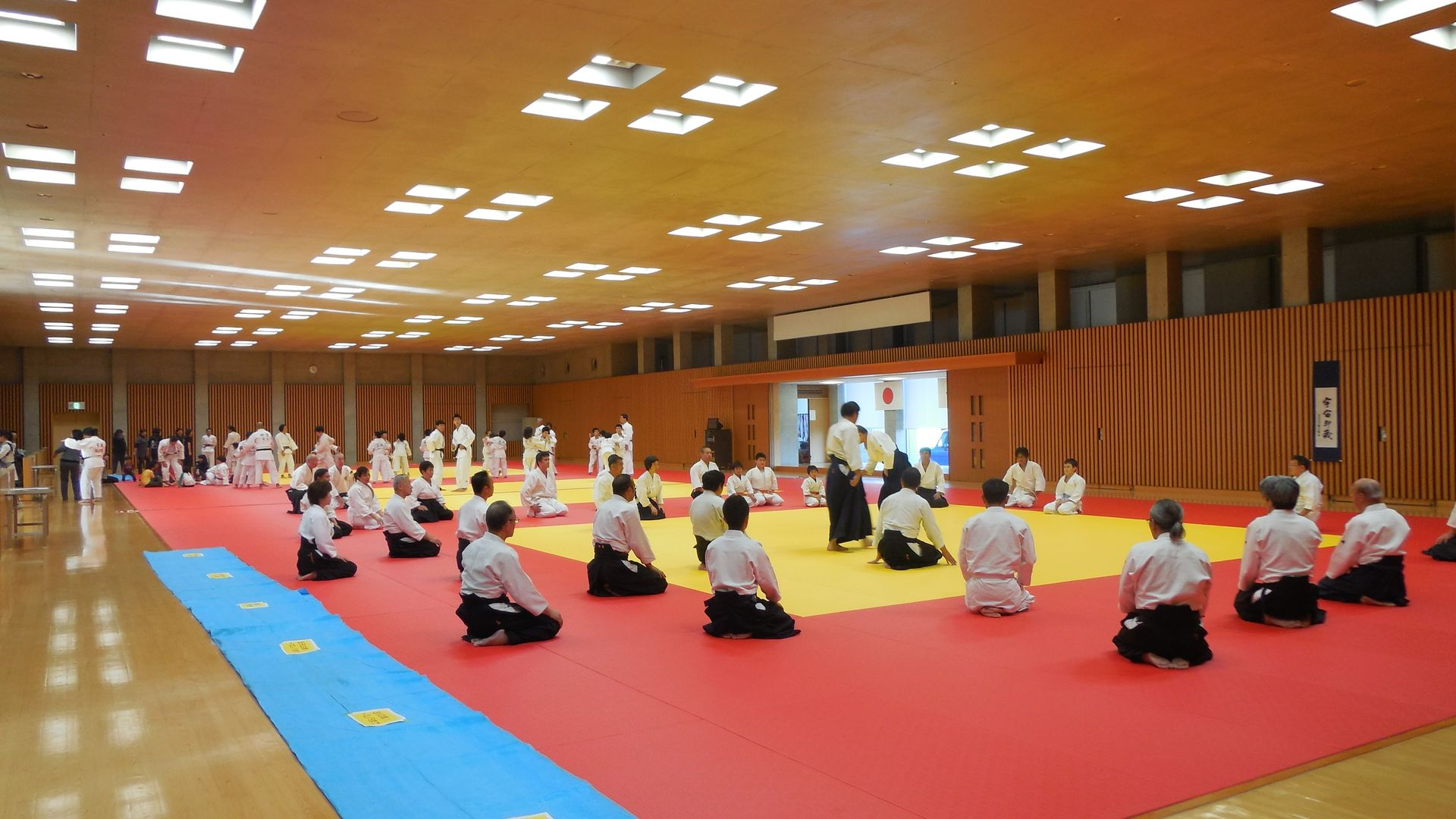
第一道場での合気道稽古